# Jaworzno

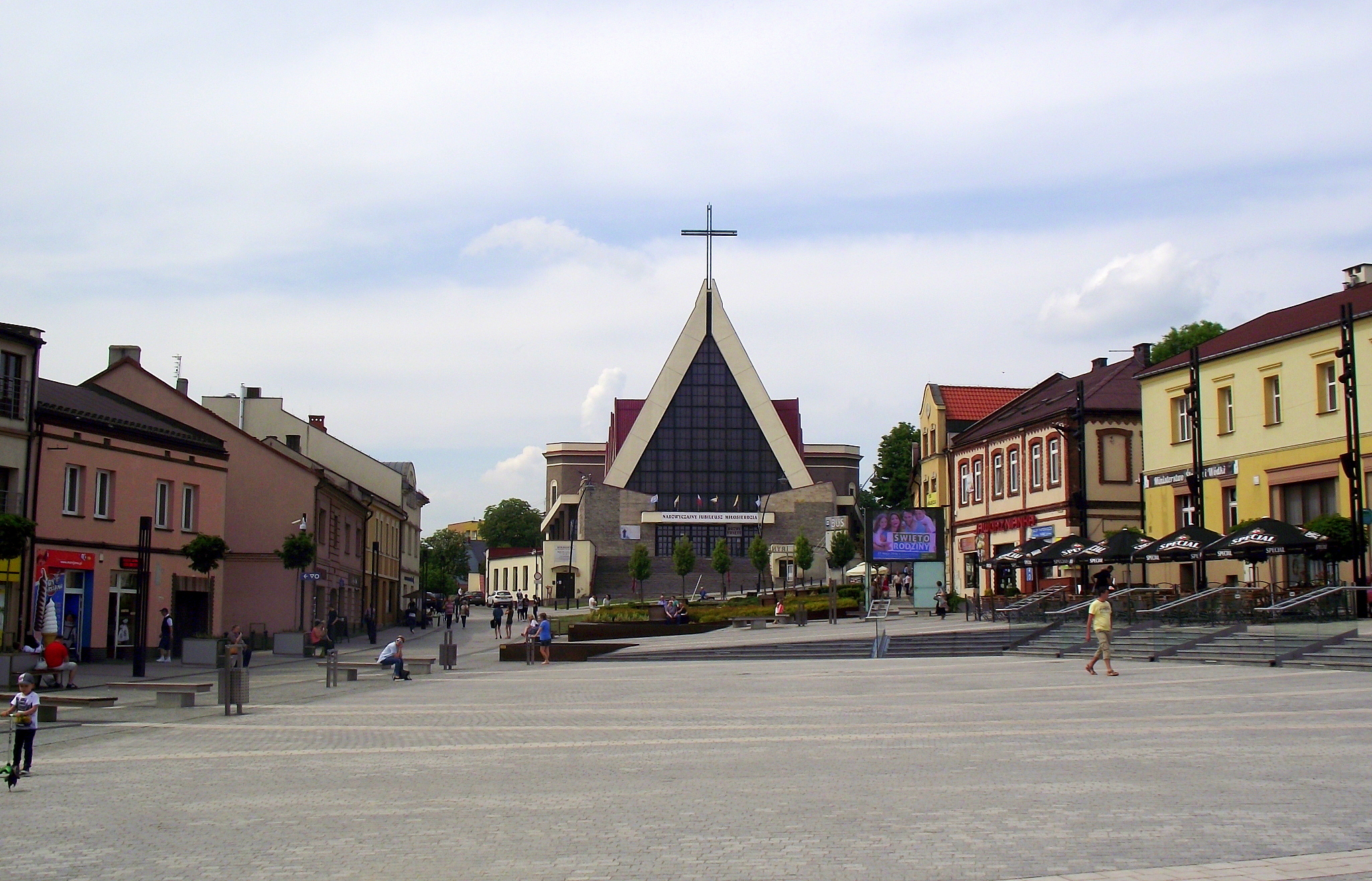
Der Hauptplatz in Jaworzno

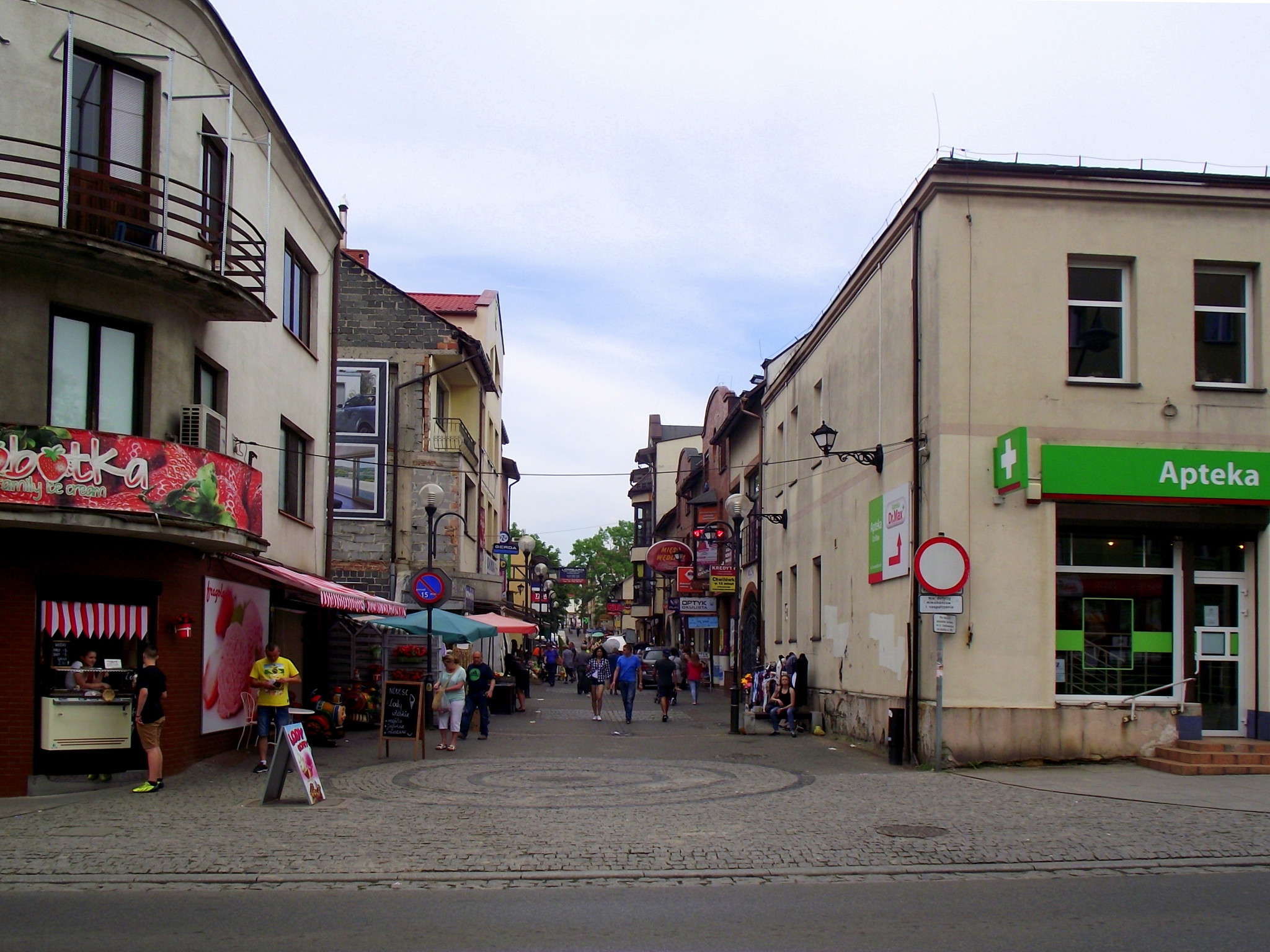
Sienkiewicz-Straße

Distrikte

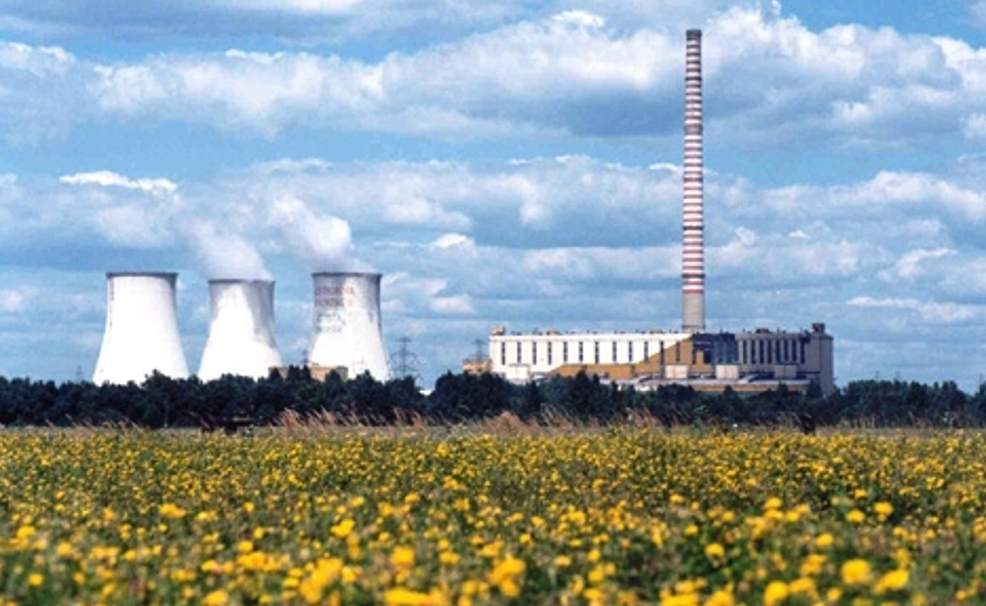
Kraftwerk Jaworzno III

Jaworzno ([jaˈvɔʒnɔ]ⓘ) ist eine Stadt in der Woiwodschaft Schlesien im südlichen Teil Polens. Sie liegt etwa 20 Kilometer von Kattowitz und rund 55 Kilometer von Krakau entfernt. Im Ortsteil Szczakowa befindet sich der Personen- und Rangierbahnhof Jaworzno Szczakowa, hervorgegangen aus dem 1847 eröffneten Bahnhof Szczakowa der Krakau-Oberschlesischen Eisenbahn und dem 1848 eröffneten Endbahnhof Granice der Warschau-Wiener Eisenbahn an der damaligen österreichisch-russischen Grenze.

## Geschichte
Jaworzno wurde im Jahre 1242 als Iavorno erstmals urkundlich erwähnt, als es an die Güter der Stadt Sławków der Krakauer Bischöfe angeschlossen wurde. Die Ortschaft lag am Handelsweg Krakau–Beuthen. Im 13. Jahrhundert gehörte der Ort am wahrscheinlichsten zur Kastellanei von Chrzanów, die nach Ansicht eines Teils der Forscher zeitweilig zum schlesischen Herzogtum Oppeln gehörte. Zu den ältesten heutigen Stadtteilen gehörten Byczyna, sowie Ciężkowice und Długoszyn, die gleichzeitig mit Jaworzno urkundlich auftauchten. Jeleń wurde 1303 angelegt, im 14. Jahrhundert folgte Szczakowa. Anfänglich unterstandem diese Ortschaften (ohne Byczyna) der Pfarrei in Lędziny auf der schlesischen Seite der Przemsa, im Dekanat von Oświęcim (Auschwitz) des Bistums Krakau (noch im späten 15. Jahrhundert zahlten sie der Pfarrei in Lędziny der Zehnt).
Die unabhängige Pfarrei des Bistums Krakau wurde im Jahre 1335 unter Pfarreien des neugegründeten Dekanats von Nowa Góra erstmals erwähnt, die anfänglich auch Szczakowa, Ciężkowice, Długoszyn und Jeleń umfasste. In diesem Bestand beschrieb sie Jan Długosz in den Jahren 1470 bis 1480 unter der Pfarreien des Dekanats Auschwitz. Byczyna kam erst 1529 aus der Pfarrei von Sławków zu Jaworzno. Um 1610 entstand die Ortschaft Dąbrowa bzw. Dąbrowa Narodowa. Die Grenzen der Pfarrgemeinde blieben unberührt bis zum 20. Jahrhundert.
In der Zeit vom 12. bis zum Ende des 16. Jahrhunderts wurde in der Gegend Bleierz gefördert. Im Jahr 1767 wurde im benachbarten Szczakowa das erste Steinkohlebergwerk im damaligen Polen eröffnet, der Anfang des späteren Zagłębie Krakowskie (Krakauer Bergbaurevier). Im Jahre 1788 kamen Jaworzno und einige Dörfer der Umgebung, früher im Besitz des Krakauer Bischofs, in den Besitz des polnischen Staates. Nach der Dritten Teilung Polens bzw. nach der Annexion der Freien Stadt Krakau gehörte Jaworzno zum Kaisertum Österreich (im Bezirk Chrzanów), ab dem Jahr 1901 als eine Stadt.
Im 19. Jahrhundert entstand zwischen Jaworzno und Dąbrowa die Arbeitersiedlung Niedzieliska dank Piotr Steinkeller, dem polnischen Unternehmer, Bankier und Pionier der polnischen Industrialisierung.
Bei dem Zerfall der Donaumonarchie kam Jaworzno zur Zweiten Polnischen Republik und wurde dem Powiat Chrzanowski der Woiwodschaft Krakau zugeordnet. Die damalige Stadt umfasste die heutige Stadtteile Stare Miasto (Altstadt), Śródmieście (Innenstadt), Wesołe Miasteczko und Jęzor (heute zu Sosnowiec). 1939 wurde Jaworzno beim deutschen Überfall auf Polen von der Wehrmacht erobert und in den neugebildeten Landkreis Krenau im neuen „Ostoberschlesien“ völkerrechtswidrig eingegliedert. Es war geplant, der Stadt einen deutschen Namen zu geben und in Arnshalde umzubenennen, dies wurde jedoch bis Kriegsende nicht mehr durchgeführt.
Von Juni 1943 bis April 1945 befand sich in Jaworzno das Konzentrationslager SS-Arbeitslager Neu-Dachs. Anschließend wurde die Anlage bis 1956 als Zentrales Arbeitslager Jaworzno des polnischen Geheimdienstministeriums geführt. Sehr viele der Todesopfer beider Regime liegen hier heute noch anonym verscharrt bzw. in nur teilweise gekennzeichneten Massengräbern bestattet.
Nach dem Krieg wurde Jaworzno durch einige Eingemeindungen in den Jahren 1956 bis 1956 (Dąbrowa Narodowa, Szczakowa mit Długoszyn, Dobra und Pieczyska) sowie 1974 bis 1977 (Jeleń, Byczyna, Ciężkowice) vergrößert. Es entstand eine plurizentrale Stadt, die heute auch Miasto Siedmiu Rynków (Stadt der Sieben Marktplätze, u. a. in der Altstadt von Jaworzno, Długoszyn, Dąbrowa Narodowa, Szczakowa, Jeleń, Byczyna, Ciężkowice) benannt wurde. Sie blieb bis 1975 in der Woiwodschaft Krakau, ab 1975 in der Woiwodschaft Katowice und ab 1998 in der Woiwodschaft Schlesien Die Bewohner der Stadt identifizieren sich jedoch mehrheitlich weiterhin mit der historischen Landschaft Kleinpolen, verstehend die wirtschaftlichen Verbindungen mit Oberschlesien.
2014 wurde ein Kreisverkehr nach dem ein Jahr zuvor verstorbenen Gitarristen der US-amerikanischen Thrash-Metal-Band Slayer in „Rondo Jeffa Hannemana“ benannt.

## Ortsgliederung

### Ortsteile – Distrikte
- Bory
- Byczyna
- Cezarówka
- Ciężkowice
- Dąbrowa Narodowa
- Długoszyn
- Dobra
- Góra Piasku
- Jeleń
- Jeziorki
- Koźmin
- Niedzieliska
- Pieczyska
- Stara Huta
- Stare Miasto
- Szczakowa
- Śródmieście
- Wesołe Miasteczko
- Wilkoszyn

### Wohngebiete
- Osiedle Awaryjne
- Osiedle Cegielnia
- Osiedle Chopina
- Osiedle Chrząstówka
- Osiedle Energetyków
- Osiedle Gagarina
- Osiedle Gigant
- Osiedle Górnicze
- Osiedle Kalinowa
- Osiedle Kościuszki
- Osiedle Leopold
- Osiedle Łubowiec
- Osiedle Pańska Góra
- Osiedle Podłęże
- Osiedle Podwale
- Osiedle Skałka
- Osiedle Stałe
- Osiedle Warpie

## Politik

### Stadtpräsident
An der Spitze der Stadtverwaltung steht der Stadtpräsident. Seit 2002 ist dies Paweł Silbert (Wahlkomitee „Jaworzno meine Stadt“). Dabei wurde er 2006 und 2010 von der PO und der PiS und 2014, 2018 und 2024 von der PiS unterstützt. Die turnusmäßige Wahl im April 2024 führte zu folgenden Ergebnis:
- Michał Kirker (Koalicja Obywatelska) 46,1 % der Stimmen
- Paweł Silbert (Wahlkomitee „Jaworzno meine Stadt“) 44,5 % der Stimmen
- Wojciech Siński (Wahlkomitee „Freundliches Jaworzno“) 5,0 % der Stimmen
- Dariusz Kozakiewicz (Wahlkomitee „Gemeinsame Bewegung“) 4,4 % der Stimmen

In der damit notwendigen Stichwahl setzte sich Amtsinhaber Silbert, der im ersten Wahlgang noch an Position zwei gelegen hatte, mit 54,9 % der Stimmen gegen den KO-Kandidaten Kirker durch und wurde wiedergewählt.
Die turnusmäßige Wahl im Oktober 2018 führte zu folgenden Ergebnis:
- Paweł Silbert (Wahlkomitee „Jaworzno meine Stadt“) 64,6 % der Stimmen
- Paweł Bańkowski (Koalicja Obywatelska) 30,7 % der Stimmen
- Dawid Bógdal (Wahlkomitee Bógdal) 4,7 % der Stimmen

Damit wurde Silbert bereits im ersten Wahlgang wiedergewählt.

### Stadtrat
Der Stadtrat umfasst 23 Mitglieder, die direkt gewählt werden. Die Wahl im Oktober 2018 führte zu folgendem Ergebnis:
- Koalicja Obywatelska (KO) 43,0 % der Stimmen, 12 Sitze
- Prawo i Sprawiedliwość (PiS) 23,4 % der Stimmen, 6 Sitze
- Wahlkomitee „Jaworzno meine Stadt“ 21,7 % der Stimmen, 5 Sitze
- Polska 2050 5,6 % der Stimmen, kein Sitz
- Wahlkomitee „Freundliches Jaworzno“ 4,5 % der Stimmen, kein Sitz
- Wahlkomitee „Gemeinsame Bewegung“ 1,8 % der Stimmen, kein Sitz

Der Stadtrat umfasst 23 Mitglieder, die direkt gewählt werden. Die Wahl im April 2024 führte zu folgendem Ergebnis:
- Koalicja Obywatelska (KO) 31,1 % der Stimmen, 9 Sitze
- Wahlkomitee „Jaworzno meine Stadt“ 31,4 % der Stimmen, 7 Sitze
- Prawo i Sprawiedliwość (PiS) 27,7 % der Stimmen, 7 Sitze
- Sojusz Lewicy Demokratycznej (SLD) / Lewica Razem (Razem) 7,2 % der Stimmen, kein Sitz
- Übrige 1,7 % der Stimmen, kein Sitz

## Persönlichkeiten

### Söhne und Töchter der Stadt (chronologisch)
- Adalbert Czerny (1863–1941), Kinderarzt, Mitbegründer der modernen Kinderheilkunde
- Ernst Stein (1891–1945), Althistoriker und Hochschullehrer
- Juliusz Joksch (1909–nach 1978), Fußballspieler
- Shlomo Selinger (* 1928), Bildhauer
- Andrzej Stalmach (1942–2020), Weitspringer
- Basia Trzetrzelewska (* 1954), Sängerin, Frontsängerin von Matt Bianco
- Wojciech Saługa (* 1969), Politiker
- Paweł Sarna (* 1977), Schriftsteller

### Ehrenbürger
- 2003 – Johannes Paul II. (1920–2005), Papst
- 2008 – Adam Śmigielski (1933–2008), Bischof von Sosnowiec